# Камни крови
Камни крови (англ. The Stones of Blood) — третья серия шестнадцатого сезона британского научно-фантастического телесериала «Доктор Кто», состоящая из четырёх эпизодов, которые были показаны в период с 28 октября по 18 ноября 1978 года, а также являющаяся третьей в общей сюжетной линии сезона, называющейся «Ключ времени».

## Сюжет
Доктор и Романа приземляются возле Девяти Путников, группы стоячих камней в пустоши Боскомб в Корнуолле. Они встречают профессора археологии Эмилию Рамфорд, которая исследует камни с подругой, Вивьен Фэй.
Доктор отправляется в местную секту друидов на встречу с их лидером Де Ври, живущим в Боскомб Холле рядом с монастырем Сестер Св. Гудулы. Тот вместе с другой женщиной, Мартой, призывают Каллию, богиню войны и магии, но Доктор прерывает ритуал, и Де Ври вырубает его, решив принести в жертву Каллие, но их прерывает Эмилия, которая освобождает Доктора.
Тем временем что-то, принявшее образ Доктора, скидывает Роману с обрыва, но настоящий Доктор вместе с K-9 спасает её. Все вместе они отправляются в Боскомб Холл, но находят задавленных Де Ври и Марту, и тут же на них нападают гигантские камни, похожие на те, что на пустоши. Собака сильно повреждена, и её относят на ТАРДИС для ремонта, а Доктор понимает, что камни - инопланетяне, питающиеся глобулином и нуждающиеся в крови. В подвале он и Эмилия обнаруживают портреты владельцев Холла, на всех лицо Вивьен. Та тем временем похищает Роману на свой гиперпространственный корабль. В камнях Доктор узнает огри, жителей Огроса.
Доктор делает проектор и перемещается на корабль, который оказывается полицейским. Взломав одну из дверей, он выпускает светящиеся сферы, которые оказывается Мегарой, машинами суда: судьей, присяжным и палачом. Они обвиняют Доктора во взломе и настаивают на казни. Тем временем на K-9 и Эмилию нападают двое огри, а Вивьен уничтожает проектор.
Доктор сталкивается с судом Мегары. Настаивая на своей защите, он приводит Вивьен на процесс, подозревая, что она - одна из заключенных с корабля. Он узнает, что один из преступников, Кесайр с Диплоса, обвинялся в убийстве, а также украл печать Диплоса, способной преобразовывать и стабилизировать гиперпространственные и временные координаты.
Эмилия и K-9 чинят проектор и телепортируют к себе Роману вместе с одним из огри. Они находят данные про Вивьен, и Романа с огри возвращается обратно на корабль.
Мегара стреляют в Доктора, но тот заслоняется Вивьен, и при обследовании оказывается, что она и есть Кесайр. Её приговаривают к вечному заключению в виде камня на пустоши.
Третьим фрагментом оказывается печать Диплоса. Доктор отправляет Мегару обратно на Диплос, и перед пораженной Эмилией улетает вместе с Романой на ТАРДИС.

## Трансляции и отзывы
| Эпизод      | Дата показа     | Продолжительность | Телезрители (в миллионах) |
| ----------- | --------------- | ----------------- | ------------------------- |
| «Часть 1»   | 28 октября 1978 | 24:20             | 8,6                       |
| «Часть 2»   | 4 ноября 1978   | 23:53             | 6,6                       |
| «Часть 3»   | 11 ноября 1978  | 24:27             | 9,3                       |
| «Часть 4»   | 18 ноября 1978  | 23:07             | 7,6                       |
| [ 1 ] [ 2 ] |                 |                   |                           |

## Интересные факты
- Имя и личность Кесайр были взяты из кельтской мифологии. Кесайр была героиней мифов Ирландии, а имя Вивьен Фэй было составлено из имен Вивианы, Владычицы Озера и Феи Морганы из легенд о Короле Артуре.
- В клетках на корабле содержатся мертвый виррн («Ковчег в космосе») и скелет андроида Краала («Вторжение андроидов»).
- Изначально к пятнадцатилетию сериала планировалось снять сцену, где Романа и K-9 поздравляют Доктора с 751-летием и дарят ему торт и новый шарф, но продюсер Грэм Уильямс забраковал эту идею.